# Lịch sử Hawaii
Lịch sử con người ở Hawaii bao gồm giai đoạn đầu định cư của người Polynesia, người Anh đến đảo, thống nhất, người nhập cư Âu–Mỹ và châu Á, việc lật đổ chế độ quân chủ Hawaii, trong một thời gian ngắn là Cộng hòa Hawaii, việc Hawaii gia nhập Hoa Kỳ thành một Lãnh thổ Hawaii và sau đó là tiểu bang Hawaii.

## Phát hiện và định cư
Người Polynesia đã thiết lập các khu định cư sớm nhất ở quần đảo Hawaii khi họ đến Hawaii bằng cách sử dụng thuyền lớn hai vỏ. Họ mang theo heo, chó, gà, khoai môn, khoai lang, dừa, chuối, và mía.
Có một số giả thuyết liên quan đến di cư đến Hawaii. Giả thuyết "một cuộc di cư" cho rằng có một khu định cư duy nhất. Một biến thể của một giả thuyết di một đợt di cư lại cho rằng có một khu định cư đơn nhất và liên tục. Một giả thuyết "nhiều đợt di cư" cho rằng có một khu định cư đầu tiên bởi một nhóm gọi là Menehune (định cư từ quần đảo Marquesas), và sau đó khu định cư thứ hai của người Tahiti.
Ngày 18 tháng 1 1778 Thuyền trưởng James Cook và thủy thủ đoàn của ông, trong khi cố gắng để khám phá các tuyến đường tây bắc giữa Alaska và châu Á, đã rất ngạc nhiên khi tìm thấy những hòn đảo thuộc Hawaii xa về phía bắc ở Thái Bình Dương. Ông đã đặt tên "Quần đảo Sandwich" theo tên Đệ tứ bá tước của Sandwich. Sau khi Cook phát hiện, người châu Âu và Mỹ đã đến quần đảo Sandwich.
Juan de Gaitán đã đến Hawaii vào năm 1555 . Có những bản đồ Tây Ban Nha của thời đó, trong đó hòn đảo được thể hiện trong vĩ độ Hawaii, nhưng 10 ° về phía đông. Bản đồ biển đầu tiên mà có thể chứng minh điều này là ngày 1551, có chữ ký của Tây Ban Nha, Bồ Đào Nha, Hà Lan, Ý và Pháp vẽ bản đồ, trong đó thể hiện một quần đảo nằm tại các điểm gần nơi Hawaii tọa lạc trên toàn thế giới.

## Vương quốc Hawaii

### Sự hình thành của Vương quốc Hawaii
Quần đảo này đã thống nhất dưới một người cai trị duy nhất, Kamehameha I, lần đầu tiên vào năm 1810 với sự giúp đỡ vũ khí và cố vấn nước ngoài. Chính quyền quân chủ sau đó đã thông qua việc chọn quốc kỳ tương tự như lá cờ hiện nay đang được tiểu bang Hawaii sử dụng, lá cờ thống nhất của vương quốc (đầu góc bên cạnh cột cờ) và tám sọc ngang (xen kẽ màu trắng, đỏ, xanh dương, từ trên), đại diện cho tám hòn đảo chính của Hawaii.
Trong tháng 5 năm 1819, Hoàng tử trở thành Vua Kamehameha II. Dưới áp lực từ đồng nhiếp chính của ông và bà mẹ kế, Kaahumanu, ông đã bãi bỏ chế độ kapu đã cai trị ở các đảo. Ông đã báo hiệu thay đổi mang tính cách mạng này bằng cách ngồi xuống để ăn với Ka'ahumanu và phụ nữ khác có vai vế lãnh đạo, một hành động bị cấm đoán dưới chế độ tôn giáo 'Ai Noa. Kekuaokalani, một người anh em họ nghĩ rằng ông là chia sẻ quyền lực với Liholiho, tổ chức những người ủng hộ chế độ kapu, nhưng lực lượng của ông đã bị đánh bại bởi Kaahumanu và Liholiho trong tháng 12 năm 1819 tại trận Kuamoo.

### Đế chế Nga
Năm 1815, đế quốc Nga đã gây ảnh hưởng cho các đảo khi Georg Anton Schaffer, nhân viên của Công ty Nga-Mỹ, đến lấy hàng bị tịch thu bởi Kaumualii, đảo trưởng hòn đảo Kauai. Kaumualii đã ký một hiệp ước công nhận sự bảo hộ của hoàng đế Alexander I đối với đảo Kauai.Từ 1817 đến 1853, Fort Elizabeth, gần sông Waimea, là một trong ba pháo đài của Nga trên đảo.

### Pháp
Trong vương quốc đầu tiên, các Bộ trưởng Tin lành đã thuyết phục các vị vua Hawaii quy định Công giáo bất hợp pháp, trục xuất các linh mục Pháp, và bỏ tù những người bản địa cải đạo Công giáo Hawaii.
Năm 1839 thuyền trưởng Laplace của tàu frigate Artémise của Pháp khởi hành đến Hawaii. Dưới sự đe dọa của chiến tranh, vua Kamehameha III đã ký "chỉ dụ khoan dung" vào ngày 17 tháng 7 năm 1839 và đã trả 20.000 USD bồi thường cho việc trục xuất các linh mục và giam giữ và tra tấn người cải đạo, đồng ý với yêu cầu của Laplace. Giáo phận Công giáo Rôma Honolulu trở lại và Kamehameha III hiến đất cho họ để xây dựng một nhà thờ như một khoản đền bù.
Trong tháng 8 năm 1849, đô đốc Pháp Louis Tromelin đến bến cảng Honolulu với La Poursuivante và Gassendi. De Tromelin ra 10 lệnh cho vua Kamehameha III vào ngày 22 tháng 8, chủ yếu phải trao quyền tôn giáo đầy đủ cho những người Công giáo, (lệnh cấm Công giáo đã được dỡ bỏ, nhưng những người Công giáo vẫn chỉ được hưởng một phần quyền tự do tôn giáo). Vào ngày 25 tháng 8, yêu cầu đã không được đáp ứng. Sau khi một cảnh báo thứ hai được thực hiện đối với những nhân viên dân sự, quân Pháp đã thắng áp đảo trước lực lượng nòng cốt và chiếm pháo đài Honolulu, đánh bại các vị trí phòng thủ bằng súng ven biển và phá hủy tất cả các loại vũ khí khác mà họ đã tìm thấy (chủ yếu là súng trường và đạn dược). Họ đột kích vào tòa nhà chính phủ và tài sản ở Honolulu, gây ra thiệt hại 100.000 USD. Sau các cuộc tấn công lực lượng xâm lược rút về pháo đài. De Tromelin cuối kêu gọi quân mình rút lui và rời Hawaii vào ngày 5 tháng 9.

### Đại Anh

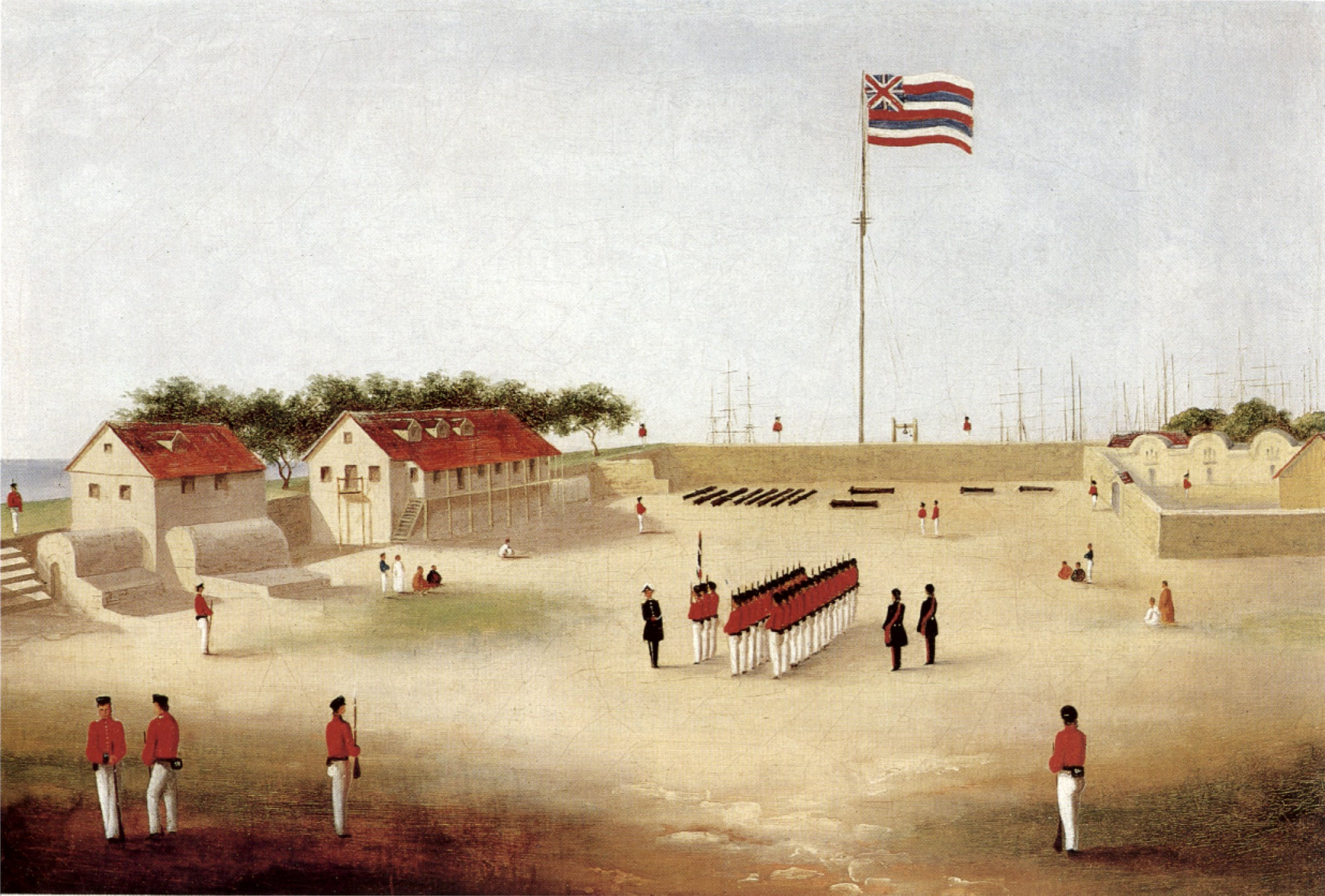
Pháo đài Honolulu, 1853

Vào ngày 10 tháng 2 năm 1843, huân tước George Paulet trên tàu chiến của Hải quân Hoàng gia HMS Carysfort đã vào cảng Honolulu và yêu cầu vua Kamehameha III nhượng lại quần đảo Hawaii cho Hoàng gia Anh. Dưới sự uy hiếp của các khẩu súng của tàu frigate, Kamehameha đã nhượng bộ trong phản đối. Kamehameha III đầu hàng Paulet ngày 25 tháng 2.
Gerrit P. Judd, một nhà truyền giáo đã trở thành Bộ trưởng Bộ Tài chính, bí mật phái các công sứ đến Hoa Kỳ, Pháp và Anh, để phản đối hành động của Paulet. Cuộc phản đối này đã được chuyển tiếp sang thiếu tướng hải quân Richard Darton Thomas, sĩ quan chỉ huy của Paulet, người đến bến cảng Honolulu ngày 26 tháng 7 năm 1843 trên chiếc tàu HMS Dublin. Thomas bác bỏ hành động Paulet, và vào ngày 31 Tháng 7 năm 1843, khôi phục Chính phủ Hawaii. Trong bài phát biểu khôi phục của mình, Kamehameha tuyên bố rằng "Ua mau ke ea o ka Aina i ka pono", phương châm của Nhà nước tương lai của Hawaii dịch là "Cuộc sống của vùng đất tồn trong sự công bình."

### Dòng họ Kamehameha
Triều đại cai trị bởi dòng họ Kamehameha kết thúc vào năm 1872 với cái chết của Kamehameha V. Sau thời gian cầm quyền ngắn ngủi của Lunalilo, nhà Kalakaua lên ngôi hoàng đế. Sự chuyển đổi này thông qua cuộc bầu cử của các ứng cử viên con nhà quý tộc. Công chúa Ka'iulani đã cố gắng rất vất vả để ngăn chặn đất nước mình trở thành một phần của Hoa Kỳ.

### Hoa Kỳ
Hiệp ước có đi có lại năm 1875 giữa Anh Hawaii và Hoa Kỳ cho phép miễn thuế nhập khẩu đường ăn Hawaii (từ mía) vào Hoa Kỳ bắt đầu vào năm 1876. Điều này đẩy mạnh ngành trồng trọt mía đường trong các trang trại. Đổi lại, Hawaii nhượng lại miễn phí Trân Châu Cảng, bao gồm đảo Ford (Hawaii, Moku'ume'ume), cùng với bờ biển của nó cho bốn hoặc năm dặm trở lại cho Hoa Kỳ  Hoa Kỳ yêu cầu khu vực này dựa trên một báo cáo 1873 thực hiện bởi Ngoại trưởng chiến tranh Mỹ.
Hiệp ước này rõ ràng thừa nhận Hawaii là một quốc gia có chủ quyền.
Mặc dù hiệp ước này cũng bao gồm miễn thuế nhập khẩu của gạo, vào thời gian này trở thành cây trồng chính ở các vùng đất thấp ẩm ướt trồng khoai môn bị bỏ hoang trong những hòn đảo, chính dòng người nhập cư từ châu Á (đầu tiên là người Trung Quốc, và sau đó là người Nhật Bản) đặt ra nhu cầu cho việc mở rộng trồng lúa. Yêu cầu lượng nước cao để trồng mía trong đã dẫn đến các dự án thủy lợi lớn rộng khắp trên tất cả các đảo lớn để chuyển hướng dòng suối từ sườn núi hứng gió ẩm ướt sang vùng đất thấp khô.

## Trở thành lãnh thổ Hoa Kỳ

### Lãnh thổ
Khi William McKinley thắng cử tổng thống Hoa Kỳ vào tháng 11 năm 1896, vấn đề sáp nhập Hawaii vào Hoa Kỳ được nổi lên lần nữa. Tổng thống tiền nhiệm, Grover Cleveland, là bạn của Nữ hoàng Liliʻuokalani. Ông phản đối việc phụ thuộc Hawaii vào Hoa Kỳ đến cuối nhiệm kỳ ông, nhưng rồi McKinley bị thuyết phục bởi những người theo chủ nghĩa bành trướng và những người muốn sáp nhập đến từ Hawaii. Ông tán thành cuộc gặp với một Ủy ban người ủng hộ việc sáp nhập đến từ Hawaii, có Lorrin Thurston, Francis Hatch, và William Kinney. Sau khi đàm phán với họ, vào tháng 6 năm 1897, ông McKinley ký hiệp ước sáp nhập với các đại biểu này của Cộng hòa Hawaii. Tổng thống sau đó gửi hiệp ước cho Quốc hội Hoa Kỳ để họ phê chuẩn.
Vụ sáp nhập Hawaii vào Hoa Kỳ bị nhiều người phản đối. Hui Aloha ʻAina và Hui Kalaiʻaina tổ chức hai vận động kiến nghị, một vận động lấy gần 22.000 tên ký phản đối sáp nhập, trong khi vận động kia lấy vào khoảng 17.000 tên xin phục hồi chế độ quân chủ. Chỉ có kiến nghị 22.000 tên phản đối sáp nhập được gửi cho chính phủ Hoa Kỳ, trong khi 17.000 tên kia chưa được tìm lại. Hồi đó Lorrin Thurston chỉ trích kiến nghị được gửi do điều tra của ông chỉ ra nhiều gian lận.
Dù những người đó phản đối ở quần đảo, Nghị quyết Newlands ("nghị quyết các vùng đất mới") được thông qua Hạ Nghị viện ngày 15 tháng 6 năm 1898 với kết quả 209 người thuận và 91 người chống, và được thông qua Thượng Nghị viện ngày 6 tháng 7 năm 1898 với kết quả 42–21, sáp nhập Hawaii thành lãnh thổ Hoa Kỳ chính thức, mặc dù những đại biểu phản đối trong Quốc hội. Tuy một số người nghi ngờ sự hợp pháp của vụ sáp nhập này vì nghị quyết được thông qua thay vì hiệp ước, hai viện Quốc hội ủng hộ đạo luật này với đa số hai phần ba, trong khi một hiệp ước chỉ cần hai phần ba của Thượng Nghị viện thuận (Điều II, Đoạn 2, Hiến pháp Hoa Kỳ).
Năm 1900, Hawaii được tự trị và giữ Lâu đài ʻIolani là trụ sở của thủ phủ lãnh thổ. Tuy có người thử dành cấp tiểu bang vài lần, Hawaii vẫn còn là lãnh thổ kéo dài 60 năm. Các người chủ đồn điền, như là nhóm được gọi Big Five, thấy cấp lãnh thổ rất tiện, để họ tiếp tục nhập khẩu nhân công rẻ từ ngoại quốc; chính phủ liên bang cấm nhập cư như vậy ở các tiểu bang kia.
Quyền của các người chủ đồn điền cuối cùng bị vỡ do những người hoạt động chính trị mà cháu của nhân công nhập cư đầu tiên. Do họ được sinh tại lãnh thổ nước Mỹ, họ tự động là công dân Hoa Kỳ. Mong được quyền bầu cử đầy đủ, họ vận động cho cấp tiểu bang tại quần đảo Hawaiʻi.

### Tiểu bang
Tháng 3 năm 1959, hai viện Quốc hội thông qua Đạo luật Nhận, và Tổng thống Dwight D. Eisenhower tán thành nó. (Đạo luật này không kể đảo san hô Palmyra, ngày xưa là phần của Vương quốc và Lãnh thổ Hawaiʻi, khi định nghĩa tiểu bang.) Ngày 27 tháng 6 năm đó, lãnh thổ này tổ chức cuộc trưng cầu dân ý để dân Hawaii biểu quyết về đạo luật đưa cấp tiểu bang. Hawaii chấp nhận nó với kết quả mỗi người chống có 17 người thuận. Ngày 21 tháng 8, các nhà thờ khắp thành phố Honolulu kêu chuông khi Hawaiʻi được tuyên bố là tiểu bang thứ 50 của Liên bang.
Sau khi giành được cấp tiểu bang, Hawaiʻi nhanh chóng trở thành tiểu bang hiện đại, ngành xây dựng và nền kinh tế mở mang rất nhanh. Đảng Cộng hòa Hawaiʻi bị loại ra khỏi chính phủ trong cuộc bầu cử, đảng Cộng hòa là đảng được ủng hộ rất mạnh bởi các người chủ đồn điền. Thay cho đảng này, Đảng Dân chủ Hawaiʻi thống trị nền chính trị tiểu bang kéo dài 40 năm. Tiểu bang này cũng cố gắng xây lại văn hóa của thổ dân Hawaiʻi. Hội nghị Hiến pháp Tiểu bang Hawaiʻi năm 1978 dẫn đến thời kì mà có người gọi là "phục hưng Hawaiʻi". Các đại biểu của tiểu bang tạo ra những chương trình mang lại ngôn ngữ và văn hóa của thổ dân Hawaiʻi. Ngoài ra, họ cố gắng ủng hộ quyền lực thổ dân về vấn đề tiểu bang bằng cách thành lập Văn phòng Công việc Hawaiʻi (Office of Hawaiian Affairs).